# 拔河

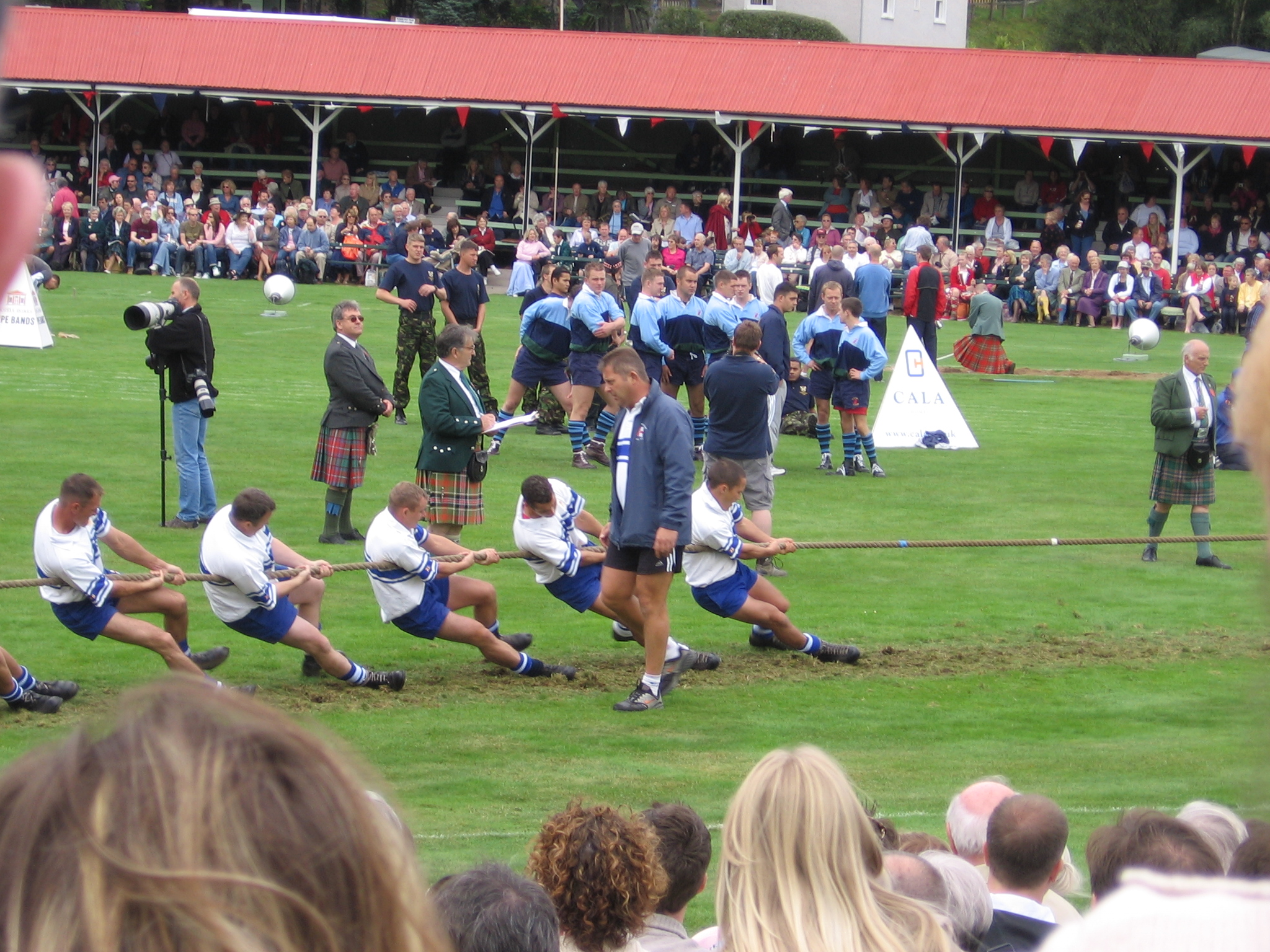
拔河進行中

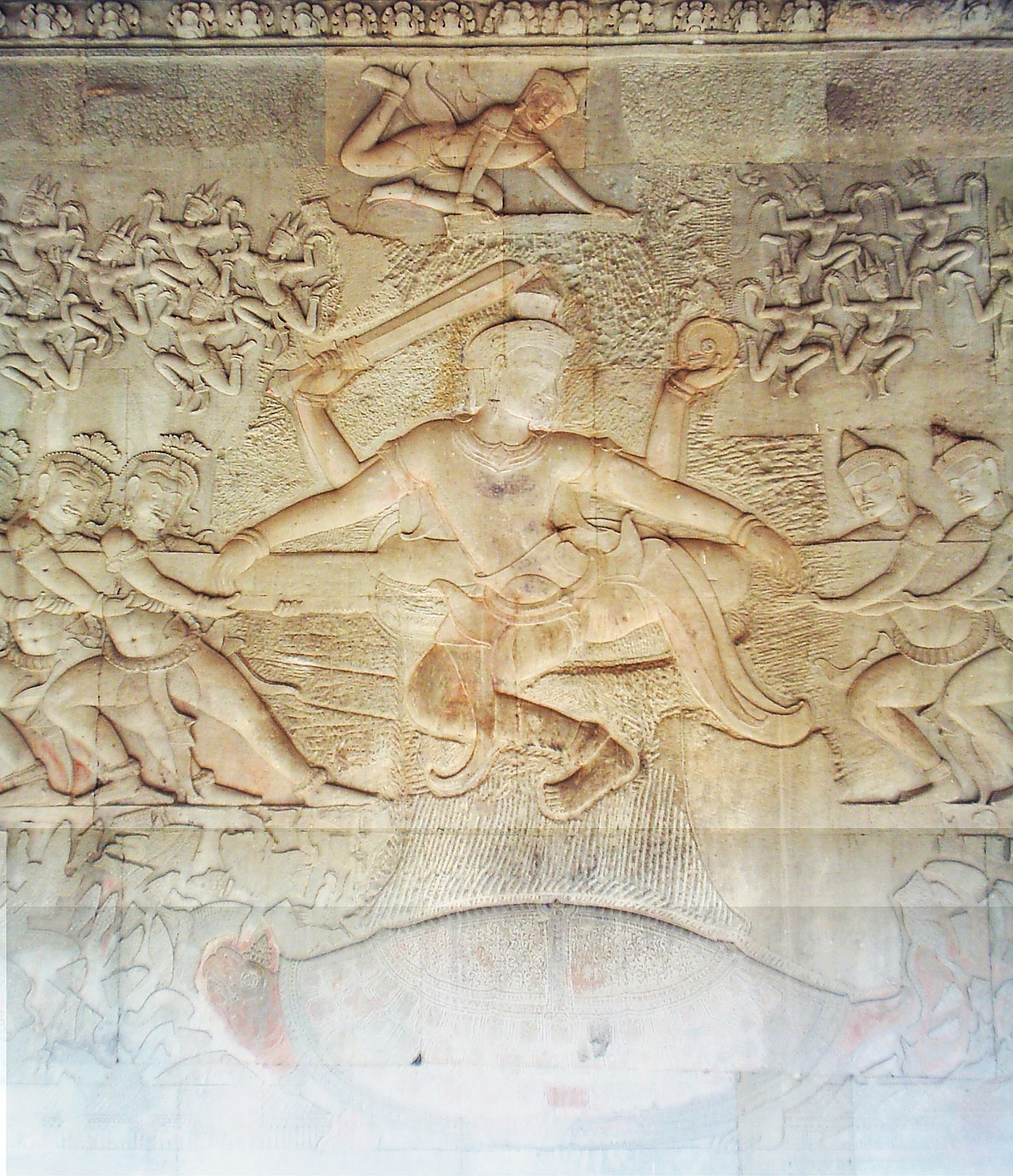
柬埔寨(英國神話)12世纪拔河石雕(刻於吳哥窟內)

拔河（英語：Tug of war）是一项歷史悠久的團隊角力運動，世界各地皆有拔河活動。在今日的各種運動會中，仍然不難看見有此項比賽活動。目前拔河運動可被區分傳統拔河及新式八人制拔河運動，傳統拔河為20-30人的活動，過去以祭祖等活動常出現；但新式八人制拔河則為近代較常推展的運動，體重分級、規則分明，更具公平性，競技性更高。目前八人制拔河運動被區分室內及室外，室外項目最初由歐洲發展，後來日本將室外帶回後研發了室內拔河運動，甚至被國際拔河總會採用，成為國際賽固定時間交錯舉辦室內及室外拔河的競賽。亞洲八人制拔河推展最普及為台灣、日本等國家和地区。
2015年12月，經韓國、菲律賓、越南、柬埔寨四國聯合推薦，拔河以「Tugging rituals and games」的名稱被聯合國教科文組織列入人類非物質文化遺產名錄，同時成為韓國的第18項人類非物質文化遺產。

## 歷史

### 中國大陸
根據唐代封演《封氏闻见记》，春秋时期的楚国一带，军中已經出現拔河運動，用来训练士兵称為“牵钩”。书云：“拔河古谓之牵钩，襄、汉风俗，常以正月望日为之。相传楚将伐吴，以为教战”。唐代以前的拔河活动以拉扯竹索为主，到了隋唐时期已将竹索改为大绳，绳长约50丈（即167米），两头还分系小绳索数百条。在古代拔河时一边还要敲着大鼓，以壮士气。唐中宗提倡此一運動，並曾多次观看拔河比赛，拔河者多至千余人，呼声振天，中外观众，无不震骇。進士河東薛勝在《拔河賦》中言：“皇帝大誇胡人，以八方平泰，百戲繁會，令壯士千人分為兩隊，名曰拔河于內，實耀武于外。”光緒版《洮州廳志》“風俗”記載：“舊城民有拔河之戰。用長繩一條，聯小繩數十，幹百人挽兩頭，分朋牽扯之。”
唐代也稱為“牽道”，《梵網戒本疏日珠鈔》：「牽道者，大唐已南禮朗州人多樂作之。盡地作河。兩邊各有百人。或二百三百五百相對。以一條大繩。繩上復有子繩。繩頭著一木板方三寸長二尺五寸。兩頭繋繩。各樓人胸前向前。牽梚使過河。得度者爲勝。以賭當財物。買飮食共喫此物。」
唐朝拔河風氣盛行，唐景龍四年(710年)清明節，皇帝宮中舉行過一次拔河比賽，參加的人有宰相、駙馬與將軍，是史上較為盛大的拔河比賽，此清明節拔河的習俗流傳到今天。唐玄宗(明皇)也喜歡拔河運動，拔河起源於襄楚之間的水軍健身運動，是人與船之間的拔河。
山西省的民眾會在冬天利用天然的河湖結冰表面，以潑水融冰的方式製作冰場進行野外拔河活動。

### 台灣
1979年開始台灣彰化鹿港的拔河比賽是在每年端午節進行，除了划龍舟以外也在溪水中置放浮筒綁繩結，繩子拉到相距67公尺的福鹿溪岸兩端，兩端各分別拉出五條繩子，兩岸人民每四人拉這五條繩子中的一條，所以兩岸分別各二十人共四十人進行拔河比賽，輸的一方會掉落入水。1990年因為溪岸都是土堤高低落差大影響拔河比賽的安全與公平，因此暫時停辦。在經過河岸整治後已經有水泥岸提，2018年起重新開始舉辦福鹿溪水兩岸的拔河比賽。

### 韩国
15世纪的《东国舆地胜览》《梧州渊章殿山高》《东国岁时记》等书籍记载了拔河在朝鲜半岛的发展。
韩国传统拔河的特点是，不仅是单纯的拉绳行为，连制作绳子的过程也被视为一种非物质文化遗产。制作绳子的方法是，把绳子编好，把十根绳子拧成一团，挂在模具上牢牢地拧紧。然后把绳子重新收集起来，做成更大的绳子。据说，根据地区不同，孩子们和青少年们还提前用事先做好的绳子玩耍。这个过程最快从拔河一个月前开始，因为不能独自完成，所以在制作过程中可以培养共同体的合作心。
据悉，根据地区不同，形成的绳子直径为0.5米至1.4米，长度为40米至60米。因此，亲手握着这条绳子进行拉绳比较困难，所以通常是抓住被称为“벗줄、곁줄、동줄”的小绳子拉绳的游戏。
过去的拔河大多在元宵节在农田和农田进行，从这一点来看，与农事有很大的关联。另外，绳子也意味着降雨。而且拔河中使用的绳子的材料是葛根、参、稻草等，所以被赢过绳子的人拿走后用于农田肥料。
如果说韩国传统拉锯战与其他国家的拉锯战有不同之处，那就是不以在短时间内决胜负为目的，所以短则半天，长则数天，悠闲地进行的行为。 一边的力量似乎在膨胀，一边调节对方的力量，与对方协调，通过拉拽、推搡等行为获得快乐。因此，在决定最后胜负的瞬间之前，参与者们会中途休息，也会吃饭回来。
截至目前，韩国传统拔河运动传承至今的著名地区有忠清南道唐津市基地市拔河、江原道三陟市拔河、庆尚南道荣山拔河等。

#### 國際比賽
台灣較著名的國際拔河比賽隊伍是由景美女中組成在2013年翻拍為電影<志氣>，後來因為人力缺乏，由國立臺灣師範大學與景美女中合組隊伍參加國際比賽，原本主要以室內拔河為主的師大景美隊，在2016年瑞典舉辦的世界杯室外拔河錦標賽裡，奪得女子540公斤組錦標賽金牌。

### 古高棉
柬埔寨的古高棉帝國時期於小吳哥內一个12世纪的石雕上刻有拔河的图形。

## 運動項目
近代的新式拔河比賽中，較量的團隊每邊場上有八人，候補兩人，團隊的總體重不得超過參加組別的指定重量。雙方的人馬分别站在圓周約100厘米的绳索的兩端，面向對手。繩子正中標有中線，再於中線左右離開4米劃出標誌。繩子中線對齊地面劃好的一條直界線，比賽於一聲號令下開始。雙方團隊使勁往自己方向拉扯繩子，對手那邊的標誌超越了地面界線、又或者對手犯規多於兩次，即當勝出。這種遊戲除了主要依靠腿部力量外，也講求全身肌肉和整個團隊的配合，務求全隊人员共同协作使力，是典型的角力型運動。

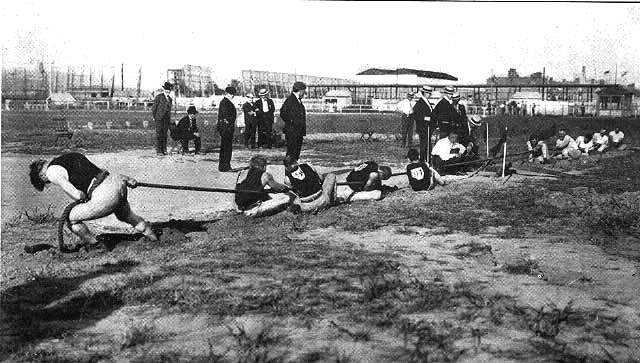
1904年奧運會的拔河比賽

拔河運動在1900年第二屆法國巴黎奧林匹克運動會中列為正式競賽項目，直至1920年停辦。目前拔河是世界運動會的正式競賽項目之一，並採用世界正式拔河比賽制度。國際拔河運動總會（Tug of War International Federation）每半年举办由各国国家队参加的世界锦标赛，分為室內及室外舉行。协会还同样举办由俱乐部队参加的类似的比赛。

## 其他
- 在琉球那霸（今屬日本沖繩縣）於10月9日舉行「那霸大綱引」的拔河活动中，绳子有200米长，40多吨重。
- 韓國忠清南道的機池市拔河
- 1997年臺灣曾發生臺北市拔河斷臂事件。
- Netflix原創韓劇《魷魚遊戲》第3項遊戲即為拔河

## 外部連結
- 中華民國拔河運動協會